# 杨深秀墓
杨深秀墓，位于山西省运城市闻喜县下阳乡仪张村南50米，是中华人民共和国山西省文物保护单位之一。
1996年1月12日，授予山西省文物保护单位，是一座古墓葬。